# Bern Township (Ohio)
Bern Township ist eines von 14 Townships des Athens Countys im US-Bundesstaat Ohio. Nach der Volkszählung im Jahr 2000 waren hier 519 Einwohner registriert.

## Geografie
Bern Township liegt im äußersten Nordosten des Athens Countys im Südosten von Ohio und grenzt im Uhrzeigersinn an die Townships: Marion Township im Morgan County, Wesley Township im Washington County, Decatur Township (Washington County), Rome Township, Canaan Township, Ames Township und Homer Township (Morgan County).

## Verwaltung
Das Township wird durch ein Board of Trustees, bestehend aus drei gewählten Mitgliedern, verwaltet. Zwei Personen werden jeweils im Jahr nach der Präsidentschaftswahl gewählt und eine jeweils im Jahr davor. Die Amtszeit dauert in der Regel vier Jahre und beginnt jeweils am 1. Januar. Daneben gibt es noch einen Township Clerk (Schriftführer), der ebenfalls im Jahr vor der Präsidentschaftswahl auf eine vierjährige Amtszeit gewählt wird. Dessen Amtszeit beginnt jeweils am 1. April.